# سلمان أحمد
سلمان أحمد (بالإنجليزية: Salman Ahmad)‏ هو عازف قيثارة باكستاني، ولد في 12 ديسمبر 1963 في لاهور في باكستان.

## وصلات خارجية
- سلمان أحمد على موقع ميوزك برينز (الإنجليزية)
- سلمان أحمد على موقع ديسكوغز (الإنجليزية)